# Kradibia setigera
Kradibia setigera är en stekelart som beskrevs av Wiebes 1978. Kradibia setigera ingår i släktet Kradibia och familjen fikonsteklar. Inga underarter finns listade i Catalogue of Life.